# جانيس تيكسيرا
جانيس تيكسيرا (بالبرتغالية: Janice Teixeira‏) هي لاعبة رماية برازيلية، ولدت في 20 مايو 1962 في أوسوريو في البرازيل.

## وصلات خارجية
- جانيس تيكسيرا على موقع الاتحاد الدولي (الإنجليزية)
- جانيس تيكسيرا على موقع أوليمبيديا (الإنجليزية)
- جانيس تيكسيرا على موقع اللجنة الأولمبية البرازيلية (البرتغالية)